# お笑い第七世代
お笑い第七世代（おわらいだいななせだい）は、2010年代後半頃から台頭を始めた若手お笑い芸人の総称。明確な定義はないが、2010年以降にデビューした若手お笑い芸人、1987年以降に生まれたデジタルネイティブであるゆとり世代の芸人、1989年以降に生まれた平成生まれの芸人などが該当するとされる。

## 経緯

### 発端
せいや（霜降り明星）が、ラジオ番組で述べた、以下のエピソードが『第七世代』の発端である。
先輩芸人やダウンタウンなどの大御所には勝てないと最初から諦めた上で、同世代で『第七世代』という別のグループで勝手に括って固まり、何らかの活動をするのはどうかと、せいやの思い付きから始まった現象であり、先輩芸人に対抗するものではなく、明確な定義も存在しない。
構成作家の白武ときおは、『第七世代』というワードを気に入り、WEB番組『霜降り明星のパパユパユパユ』で、お笑い芸人を世代別に区切り、紹介した。テレビで初めて『第七世代』という言葉が使われた番組は『ネタパレ』（フジテレビ系）であり、かが屋に対して使われていた。当初は隠語のようなものであったが、2019年3月30日の『ENGEIグランドスラム』（フジテレビ系）で、ハナコ、霜降り明星、ゆりやんレトリィバァ、かが屋、宮下草薙、EXITの6組を『平成生まれのお笑い第7世代』と括り、紹介したことで、テレビ業界内で『お笑い第七世代』という言葉が広まっていき、テレビや雑誌などで『お笑い第七世代』という語が多く使われるようになった。
「七」という数字はせいやが思い付きで言った数字であり、2019年5月10日深夜の『霜降り明星のオールナイトニッポン0(ZERO)』（ニッポン放送）で、「平成世代、ゆとり世代でもいい。それで集まって、勝手に名前付けたら、なんかブームになるよな、みたいな話をしただけなんですよ」「『ちょっと上の先輩倒そうか』みたいなことはマジで言ってない」と語っている。

### 第七世代ブーム
霜降り明星、ハナコ、ゆりやんレトリィバァ、そして同時期に宮下草薙、EXIT、四千頭身などがブレイクしたことで、2019年以降に台頭したお笑い芸人は『お笑い第七世代』と呼ばれるようになった。2019年6月にはムック「芸人芸人芸人」（コスミック出版）で、霜降り明星、ハナコ、金属バット、ゆりやんレトリィバァ、ミキ、EXIT、かが屋などがお笑い第7世代として特集された。2020年には『第7キングダム』『お笑いG7サミット』（いずれも日本テレビ系）など、第七世代を冠したバラエティ番組が開始し、他の番組でも『お笑い第七世代』の企画や特集が組まれることが多くなった。また、『お笑い第七世代』という名称が知られるようになると同時に、『お笑い第七世代』と呼ばれる芸人も固定化した。ニューヨークがYouTubeの生配信で「第七世代に入りたい」と発言するなど、若手お笑い芸人の総称というよりは、数組のお笑いグループを指すユニット名のような位置の言葉へと変化した。
せいや（霜降り明星）はラジオなどで一貫して「第七世代」と発言したことはあるが、「お笑い第七世代」とは一度も言っていないと述べており、2019年12月27日の『霜降り明星のオールナイトニッポン0(ZERO)』で、「第七世代は終わりました。ミルクボーイさんが（M-1を）獲ったことで、終了。崩壊。もう元の世界に戻ります。僕らも“優勝”じゃなくなったわけですからね」と語り、雑誌や書籍などで『お笑い第七世代』が紹介され、言葉自体が一人歩きしていることについて「第七世代がビジネスになっている。第七世代のうまみみたいなのは周りが持って行って、えぐみみたいなのを俺だけ飲んでる」と不満を漏らした。

## 特徴

### 価値観
ラリー遠田は著書の中でお笑い第七世代の特徴について、「物心ついた頃からインターネットが身近にあったデジタルネイティブ世代」「地上波テレビを絶対視していない」「仲の良さや努力を見せることに抵抗が無い」「お笑いに対して真面目な優等生タイプ」を挙げている。
粗品は「20代はそんなガツガツしてない。特に体張る系は慣れてない。僕らの時代は体罰はもう問題になっていたんで、そういう違いはめっちゃある」と語っている。岡部大（ハナコ）は、同世代で上下関係に厳しい人を聞かないと語っている。また、陣内智則は「テレビで物怖じしない」との印象を受けており、テレビ東京の佐久間宣行は「昔はモテたいとかお金が欲しいとか別の野心があってお笑いを選んでた人たちが多かったのに対し、多分お笑い以外で稼げる能力や選択肢がたくさんある上でお笑いを選んでいるから、よこしまな気持ちでお笑いをやってない」と語っている。

## 「第七世代」という括りで特集が組まれた番組・書籍

### テレビ番組
- 『ENGEIグランドスラム』（フジテレビ、2019年3月30日[11]、8月17日[12]）
- 『7G〜SEVENTH GENERATION〜』（フジテレビ、2019年8月31日 - ）
- 『爆笑問題の検索ちゃん 芸人ちゃんネタ祭り』（テレビ朝日、2019年12月20日） - 「第7世代をぶっ潰せ!SP」
- 『雨上がり決死隊のトーク番組アメトーーク!』→『アメトーーク!』（テレビ朝日）
  - 「年末5時間SP さんまVSお笑い第七世代」（2019年12月30日）
  - 「NEXTお笑い第七世代」（2020年3月19日）
  - 「第七世代、その後…」（2022年3月17日）
- 『霜降りバラエティ』（テレビ朝日）
  - 「お笑い第七世代 vs R-1芸人」（2020年1月10日、1月17日）
  - 「第七世代を救え!! 霜バラクリニック」（2020年4月3日、4月10日）
- 『有田哲平と高嶋ちさ子の人生イロイロ超会議』（TBS、2020年2月17日） - 「お笑い第7世代SP」
- 『第7キングダム』（日本テレビ、2020年3月22日、4月5日 - 6月28日、8月10日、2021年1月2日）
- 『お笑いG7サミット』（日本テレビ、2020年3月30日、7月5日 - 9月27日）
- 『有吉の壁』（日本テレビ、2020年4月8日） - 「第7世代の壁を越えろ!新旧対抗ビリビリ大喜利」
- 『爆笑問題vs霜降り明星 第7世代と真剣勝負!オール新撮!ネタジェネバトル2020』（テレビ朝日、2020年6月13日）

### 書籍
- 「特集 第七世代 主人公の現在位置」『芸人芸人芸人』コスミック出版、2019年6月18日。ISBN 978-4-7747-8671-1。